# Ocypodoidea
Ocypodoidea (лат.) — надсемейство десятиногих ракообразных из инфраотряда крабов (Brachyura). Включенные сюда крабы характеризуются разнообразным строением панциря. Его лобная область обычно опущена вниз, часто двулопастная, от очень узкой до умеренно широкой. Первая пара усиков короткие, со слегка расширенным основанием и изогнутым хлыстом, растущим из пятого членика. Основания второй пары усиков прикрыты лобным отделом, а кнуты загнуты косо или почти продольно. Их глаза часто расположены на развитых стебельках и есть очень длинные глазные ямки, хотя у Mictyridae глазные ямки атрофированы. Предротовая (щечная) полость крупная, обычно более широкая к задней части, реже овальная. Челюсти третьей пары закрывают её полностью или оставляют ромбовидную щель. Клешни демонстрируют половой диморфизм, а левая и правая клешни часто различаются по размеру.
Надсемейство включает 6 семейств:
- Camptandriidae Stimpson, 1858
- Dotillidae Stimpson, 1858
- Heloeciidae Milne Edwards, 1852
- Macrophthalmidae Dana, 1851
- Mictyridae Dana, 1851
- Ocypodidae Rafinesque, 1815
- Xenophthalmidae Stimpson, 1858